# 100% únicos
100% únicos es un programa de televisión de entretenimiento presentado por Guillermo Fesser y producido por Shine Iberia para su emisión en Telecinco desde el 11 de diciembre de 2023. El formato es la adaptación española del programa francés Les rencontres du Papotin, servirá para visibilizar la realidad de las personas autistas y cómo afecta al día a día de sus entornos y la relación con los demás. El programa fue retirado tras dos entregas de Telecinco y pasó a emitirse en Cuatro seis meses después emitiendo el resto de entregas grabadas, llegando a su fin el 8 de julio de 2024. El programa fue renovado por una segunda tanda gracias a las buenas críticas, esta vez con Daniel Guzman como presentador tras su participación como invitado.

## Formato
Personajes destacados de ámbitos como la cultura, el espectáculo, el deporte y la política se enfrentarán a las que probablemente constituyan las entrevistas más especiales de sus carreras realizadas por un grupo de personas con trastornos del espectro autista (TEA) en ‘100% Únicos’, adaptación del formato de éxito internacional ‘The A Talks’ que Mediaset España ha comenzado a producir en colaboración con Shine Iberia. 
El periodista, guionista y mítico locutor radiofónico Guillermo Fesser, al frente junto a Juan Luis Cano de la Fundación Gomaespuma, será el nexo de unión entre los reporteros 100% únicos y el invitado. Fesser conducirá este formato para cuya preparación y desarrollo se está contando con la colaboración de Autismo España y el asesoramiento de personal de apoyo de distintas asociaciones. 

## Equipo

### Presentador
| Presentador      | Información | Logo de Telecinco |      |      |
| Presentador      | Información | 2023              | 2024 | 2025 |
| ---------------- | ----------- | ----------------- | ---- | ---- |
| Guillermo Fesser | Periodista  |                   |      |      |
| Daniel Guzman    | Actor       |                   |      |      |

## Episodios y audiencias
| Temporada | Temporada | Episodios | Estreno                 | Final              | Audiencia media | Audiencia media | Audiencia media |
| Temporada | Temporada | Episodios | Estreno                 | Final              | Espectadores    | Share           |                 |
| --------- | --------- | --------- | ----------------------- | ------------------ | --------------- | --------------- | --------------- |
|           | 1         | 6         | 11 de diciembre de 2023 | 8 de julio de 2024 | 513 000         | 5,5%            |                 |

### Temporada 1
| Episodio | Entrevistad@s                     | Día de emisión | Audiencia      |
| -------- | --------------------------------- | -------------- | -------------- |
| 1        | Antonio Banderas y Leo Harlem     | 11/12/2023     | 808 000 (7,7%) |
| 2        | Xavier Sardá y Albert Rivera      | 18/12/2023     | 754 000 (7,4%) |
| 3        | Dabiz Muñoz y Rozalén             | 17/06/2024     | 568 000 (5,8%) |
| 4        | Isabel Díaz Ayuso y Mercedes Milá | 24/06/2024     | 493 000 (5,3%) |
| 5        | Carmen Maura y Daniel Guzmán      | 01/07/2024     | 250 000 (3,8%) |
| 6        | Javier Gutiérrez y Enrique Cerezo | 08/07/2024     | 207 000 (2,8%) |